# Equimanthorn (Lied)
Equimanthorn ist ein Lied der schwedischen Metal-Band Bathory. Es erschien 1987 auf ihrem dritten Album Under the Sign of the Black Mark.

## Entstehung
Das Material für das dritte Album schrieb Quorthon in der Zeit nach der Veröffentlichung des zweiten Albums The Return...... (1985). Eingespielt wurde das Album nach fortwährenden Problemen, passende Musiker zu finden, im September und Oktober 1986 mit dem Schlagzeuger Paul Pålle Lundberg. Den Bassisten Christer Sandström entließ Quorthon, weil er versuchte, die Lieder zu verändern, was für Quorthon nicht zur Diskussion stand. Daher übernahm er selbst die Position, nur zwei oder drei Lieder wurden mit Sandström aufgenommen. Veröffentlicht wurde das Album am 8. Mai 1987.

## Musikstil
Die Eingangspassage wurde mehr oder weniger aus der Filmmusik zu Der weiße Hai übernommen, ansonsten stammt die Musik von Quorthon. Nach dem langsamen Anfang geht das Lied zu einem schnellen Black-/Thrash-Metal-Stil über, kurz darauf setzt auch der schnelle, gutturale Gesang ein, den Quorthon selbst als „beinahe unglaublich schnell“ und die Rezension der Internetseite Nocturnal Horde als in seiner Geschwindigkeit beinahe unmenschlich bezeichnet. Nach etwa eineinhalb Minuten, kurz vor Beginn des letzten Textabschnitts, wird das Tempo wieder reduziert. Nach dem Ende des Textabschnitts, nach etwa zweieinhalb Minuten, wird das Tempo wieder erhöht, kurz darauf ist ein Gitarrensolo zu hören, das beinahe eine Minute dauert und sich bis zum Ende des Lieds durchzieht.

## Text
Die Bedeutung des Titels Equimanthorn war über eineinhalb Jahrzehnte ein Rätsel. Bathory-Fans suchten vergeblich in der Literatur zu unterschiedlichen Mythologien und fragten Quorthon in Briefen und E-Mails, was für eine Gottheit Equimanthorn sei, und wo man weitere Informationen über diese bekommen könne. Den Namen setzte Quorthon aus equi wie in ‚gleich‘, man (englisch: ‚Mensch‘ oder ‚Mann‘) und thorn (englisch: ‚Dorn‘) zusammen. Auf Latein wird Gleichheit allerdings ursprünglich aequalitas oder aequitas geschrieben, im antiken Latein ähnelt der Anfang des Wortbestandteils equi eher equus (Latein: ‚Pferd‘); im Mittelalter wurde jedoch der Diphthong ae über die Ligatur æ und das Zeichen ę zum e verkürzt. Der Dorn im Namen repräsentiert das Rachethema im Text. Seiner eigenen Erinnerung nach, versuchte Quorthon, eine Naturgottheit der frühen Menschheit zu erschaffen, die nicht über dem Menschen stehen, sondern ihm gleich sein sollte, also eine primitive Gottheit einer primitiven Menschheit. Mit Equimanthorn behandelte Quorthon erstmals andere spirituelle, mythologische und Kult-Themen als die rein satanischen der vorigen Alben.
Der Text enthält mit der zweiten Textzeile „And give me a sword forged in the raging Hell's fire“ immer noch Bezüge zur Hölle des Christentums und des traditionellen theistischen Satanismus, die folgende Zeile „Lend me the eight legged black stallion of Odin and I’ll have my vengeance“ allerdings bezieht sich auf die Gottheit Odin und deren achtbeiniges Ross Sleipnir aus der nordischen Mythologie. Der Sprecher ruft seine Götter an, ihm für seine Rache die Kräfte des Donners, ein im Höllenfeuer geschmiedetes Schwert und Sleipnir zu verleihen. Er wird dadurch im Kampf unbesiegbar. Nach der Tötung seiner Feinde preist er die Götter seiner Ahnen und speziell Equimanthorn. Gioele Nasi von Rockline.it sieht in den heidnischen Elementen Parallelen zu Manowar, die aber laut Quorthon auf dem Album nur im Schlagzeugspiel des Lieds Enter the Eternal Fire vom gleichen Album bestehen und von Lundberg stammen.

## Rezeption
Equimanthorn gilt im Black Metal, für den die Band Bathory eine Pionierrolle einnimmt, als Klassiker. Rüdiger Stehle von Powermetal.de bezeichnet das Lied als eine der „Blaupausen für die zweite Black-Metal-Welle, die Skandinavien und insbesondere Norwegen ab 1991 überrollen sollte.“ Das Lied wurde von zahlreichen anderen Metal-Bands insbesondere aus dem Black-Metal-Bereich wie Abigail, Naer Mataron, Proclamation und Dark Funeral gecovert.
Ebenso wurde Equimanthorn auf dem Quorthon-Tribut-Auftritt beim Hole in the Sky 2004 gespielt, wobei die Besetzung aus Mitgliedern bekannter norwegischer Bands bestand und die Position des Sängers je nach Lied wechselte. Ivar Bjørnson von Enslaved und Tomas Thormodsæter „Samoth“ Haugen von Emperor spielten Gitarre, Bård G. „Faust“ Eithun von Aborym Schlagzeug, Ole Jørgen „Apollyon“ Moe von Aura Noir Bass und sang bei Equimanthorn.
Ein Mitglied von Dark Funeral übernahm den Liedtitel als Pseudonym. Equimanthorn wurde auch zum Namen einiger Bands, wie der australischen Band, deren Mitglieder Griffiths und Camazotz 1993 die NSBM-Band Spear of Longinus gründeten, und des von Mitgliedern der US-amerikanischen Band Absu gegründeten und später multinationalen Post-Industrial-Projekts Equimanthorn. Das Lied findet sich auch in der Filmmusik zu Gummo.